# Chadron (Nebraska)
Chadron es una ciudad ubicada en el condado de Dawes, Nebraska, Estados Unidos. Tiene una población estimada, a mediados de 2021, de 5229 habitantes.

## Geografía
La ciudad está ubicada en las coordenadas 42°49′34″N 103°0′9″O / 42.82611, -103.00250. Según la Oficina del Censo de los Estados Unidos, Chadron tiene una superficie total de 10.11 km², correspondientes en su totalidad a tierra firme.

## Demografía
Según el censo de 2020, en ese momento había 5206 personas residiendo en la localidad. La densidad de población era de 514.94 hab./km². El 82.4% de los habitantes eran blancos, el 3.1% eran afroamericanos, el 5.4% eran amerindios, el 0.8% eran asiáticos, el 0.1% eran isleños del Pacífico, el 1.9% eran de otras razas y el 6.3% eran de una mezcla de razas. Del total de la población, el 4.5% eran hispanos o latinos de cualquier raza.